# 목구멍
척추동물 해부학에서 목구멍은 목의 앞부분으로, 내부적으로는 척추뼈 앞에 위치한다. 여기에는 인두와 후두가 포함된다. 중요한 부분 중 하나는 후두덮개인데, 이는 식도와 기관 (기도)(숨관)를 분리하여 음식과 음료가 허파로 흡입되는 것을 막는다. 목구멍에는 다양한 혈관, 인두근육, 코인두편도, 편도, 목젖, 기관, 식도, 성대 (기관) 등이 포함된다. 포유류의 목구멍은 목뿔뼈와 쇄골이라는 두 개의 뼈로 구성된다. "목구멍"은 인후(咽喉)라고도 하며 인후부와 동의어로 간주되기도 한다.
목구멍은 입, 귀, 코뿐만 아니라 여러 다른 신체 부위와 함께 작동한다. 목구멍의 인두는 입과 연결되어 말이 가능하게 하고 음식과 액체가 목구멍을 통과하도록 한다. 목구멍 상단의 코인두를 통해 코와 연결되어 있으며, 유스타키오관을 통해 귀와 연결되어 있다. 목구멍의 기관은 흡입된 공기를 허파의 기관지로 전달한다. 식도는 목구멍을 통해 음식을 위 (해부학)로 운반한다. 아데노이드와 편도는 감염을 예방하는 데 도움을 주며 림프 조직으로 구성되어 있다. 후두에는 성대, 후두덮개(음식/액체 흡입 방지), 그리고 소아의 경우 목구멍 윗부분에서 가장 좁은 부위인 성대하 후두라고 알려진 부위가 포함된다.
주굴룸(jugulum)은 목구멍의 아래쪽 부분으로, 유방보다 약간 위에 위치한다. 주굴룸이라는 용어는 주굴룸을 통과하는 내부 및 외부 목정맥에 모두 반영된다.

## 같이 보기
- 연쇄상구균성 인두염
- 편도결석
- 기관절개술